# Championnat du Nigeria de football 1993
Navigation
Saison précédente Saison suivante
La saison 1993 du Championnat du Nigeria de football est la troisième édition de la première division professionnelle au Nigeria à poule unique, la First Division League. Seize clubs prennent part au championnat qui prend la forme d'une poule unique où toutes les équipes se rencontrent deux fois au cours de la saison. En fin de saison, les deux derniers du classement sont relégués et remplacés par les deux meilleurs clubs de Division II, la deuxième division nigériane.
C'est le club d'Iwuanyanwu Nationale qui termine en tête du classement final, avec un seul point d'avance sur le Bendel Insurance et trois sur un club promu, le Concord FC. C'est le 5e titre de champion du Nigeria de l'histoire du club. Le tenant du titre, Stationery Stores, ne termine qu'à la cinquième place du classement, à dix points du nouveau champion, mais est relégué en Division Two en fin de saison à cause d'incidents survenus durant la saison.

## Les clubs participants
| - Julius Berger FC - Shooting Stars FC - Plateau United - Calabar Rovers - BCC Lions - Bendel Insurance - Enugu Rangers - ACB Lagos | - Sharks FC - Promu de Division II - Kano Pillars - Iwuanyanwu Nationale - Vigilant Insurance Professionals - El-Kanemi Warriors - Concord FC - Promu de Division II - Stationery Stores - Udoji United FC |

## Compétition
Le barème de points servant à établir le classement se décompose ainsi :
- Victoire : 3 points
- Match nul avec buts : 2 points
- Match nul 0-0 : 1 point
- Défaite : 0 point

### Classement
| Rang | Équipe                           | Pts | J  | G  | N   | P  | Bp | Bc | Diff |
| ---- | -------------------------------- | --- | -- | -- | --- | -- | -- | -- | ---- |
| 1    | Iwuanyanwu Nationale             | 57  | 30 | 16 | 2/5 | 7  | 33 | 16 | +17  |
| 2    | Bendel InsuranceC4               | 56  | 30 | 16 | 3/2 | 9  | 38 | 21 | +17  |
| 3    | Concord FCP                      | 54  | 30 | 14 | 6/0 | 10 | 27 | 28 | -1   |
| 4    | BCC LionsC                       | 50  | 30 | 14 | 3/2 | 11 | 28 | 23 | +5   |
| 5    | Stationery StoresT               | 47  | 30 | 11 | 3/8 | 8  | 21 | 18 | +3   |
| 6    | Julius Berger FC                 | 46  | 30 | 11 | 3/5 | 11 | 28 | 25 | +3   |
| 7    | Enugu Rangers                    | 45  | 30 | 12 | 4/1 | 13 | 31 | 33 | -2   |
| 8    | Udoji United FC                  | 44  | 30 | 11 | 3/5 | 11 | 25 | 20 | +5   |
| 9    | Shooting Stars FC                | 43  | 30 | 11 | 2/6 | 11 | 21 | 26 | -5   |
| 10   | Kano Pillars                     | 43  | 30 | 10 | 3/7 | 10 | 17 | 21 | -4   |
| 11   | Sharks FCP                       | 42  | 30 | 12 | 4/2 | 12 | 30 | 25 | +5   |
| 12   | El-Kanemi Warriors               | 42  | 30 | 10 | 4/4 | 12 | 26 | 25 | +1   |
| 13   | Plateau United                   | 42  | 30 | 9  | 5/5 | 11 | 22 | 22 | 0    |
| 14   | Vigilant Insurance Professionals | 39  | 30 | 7  | 6/5 | 12 | 22 | 26 | -4   |
| 15   | Calabars Rovers FC               | 38  | 30 | 10 | 1/6 | 13 | 18 | 20 | -2   |
| 16   | ACB Lagos                        | 23  | 30 | 2  | 4/8 | 16 | 12 | 39 | -27  |

|  | Qualification pour la Coupe des clubs champions 1994                                                                         |
|  | Qualification pour la Coupe des Coupes 1994                                                                                  |
|  | Qualification pour la Coupe de la CAF 1994 et pour la Coupe de l'UFOA 1994                                                   |
|  | Qualification pour la Coupe de l'UFOA 1994                                                                                   |
|  | Relégation en Division Two                                                                                                   |
|  | T : Tenant du titre C : Vainqueur de la Coupe du Nigeria P : Promu de Division Two C4 : Vainqueur de la Coupe de l'UFOA 1993 |

## Bilan de la saison
| Championnat du Nigeria de football 1993 |                                    |
| Champion                                | Iwuanyanwu Nationale (5e titre)    |
| Coupes et trophées                      |                                    |
| Vainqueur de la Coupe du Nigeria 1993   | BCC Lions                          |
| Qualifications continentales            |                                    |
| Coupe des clubs champions 1994          | Iwuanyanwu Nationale               |
| Coupe des Coupes 1994                   | BCC Lions                          |
| Coupe de la CAF 1994                    | Bendel Insurance                   |
| Coupe de l'UFOA 1994                    | Bendel Insurance (tenant du titre) |
| Coupe de l'UFOA 1994                    | Plateau United                     |
| Promotions et relégations               |                                    |
| Promus en First Division                | Enyimba FC                         |
| Promus en First Division                | Nitel Vasco de Gama                |
| Promus en First Division                | Gombe United FC                    |
| Promus en First Division                | Ranchers Bees                      |
| Relégués en Division II                 | Calabars Rovers FC                 |
| Relégués en Division II                 | ACB Lagos                          |
| Relégués en Division II                 | Stationery Stores                  |